# Рабство в ісламі
Рабство в ісламі сягає своїм корінням доісламської доби. Коран і сунна пророка Мухаммеда розглядають рабство як виключний стан, який може бути змінено за певних обставин. Іслам допускає існування рабства і вважає звільнення раба однією з богоугодних справ.
В ісламських джерелах зустрічається багато різних найменувань рабів крім загальних абд, кінн ама і ракик (джария і васифа — для рабині, гулам, васіф і мамлюк — для раба). Раб (раба), який уклав письмову угоду про самовикуп — мукатаб (ж. р. мукатаба). Слово абд входить складовою частиною в теофорні імена (наприклад, Абдуллах (ім'я), Абдуррахман).

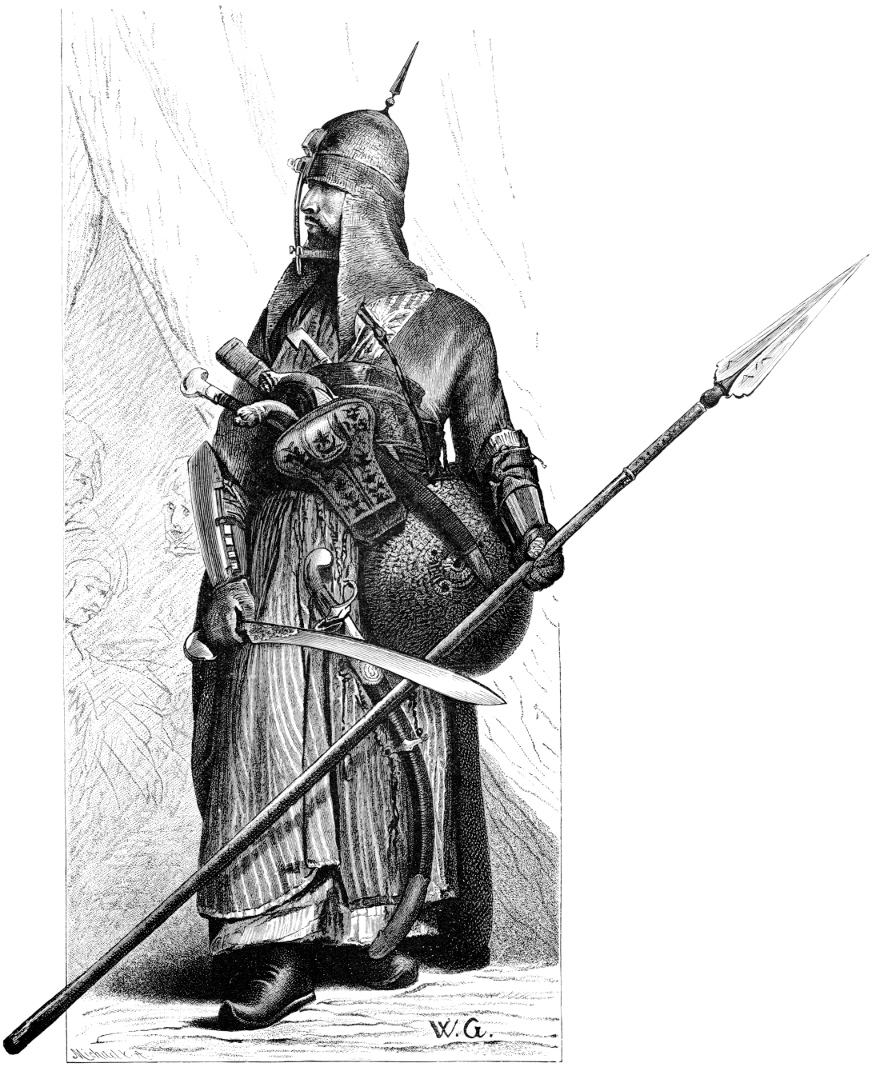
Мамлюк.

## Доісламські часи
Рабство практикувалося в  Аравії, як і в решті частини древнього й ранньосередньовічного світу. Переважна більшість рабів у Західній Аравії продавалося в Мецці. Раби мали в основному ефіопське походження (хабаша). Серед рабів були і нечисленні представники білої раси, яких привозили арабські караванники або бедуїнські загарбники. В арабській літературі відома історія воїна-поета сина бедуїна і ефіопської рабині Кантари, який повинен зробити кілька подвигів, перш ніж його батько погодиться його узаконити і дати йому право спадкування.

## Коран
У Корані раби називаються 'абд або ама (рабиня), а також абд мамлюк (раб-військовополонений). На відміну від раба за народженням (кінн), раб-військовополонений може бути викуплений. У Корані також йдеться про те, що раб-мусульманин краще вільного многобожника, краще одружуватися на рабині-мусульманці, ніж на вільній многобожниці. У порівнянні з вільними мусульманами мусульмани-раби вдвічі гірше і настільки ж менше відповідають за свої вчинки.

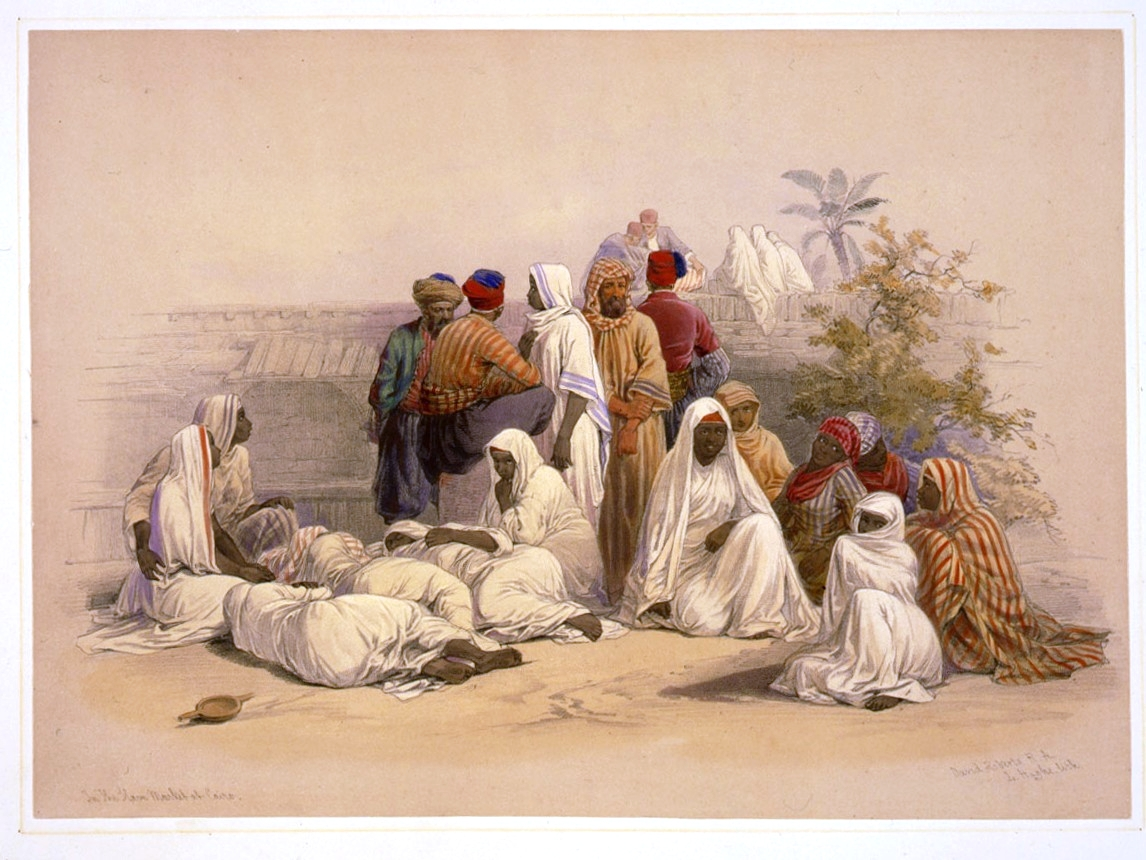
Невільничий ринок в Каїрі.

Законний шлюб дозволений як для рабів, так і для рабинь. Моральний обов'язок господаря — посватати своїх «дочок» рабів обох статей. У разі необхідності вільним мусульманам дозволено одружитися з рабами. Рабиня, яка отримала згоду від господаря вступити в шлюб з вільним чоловіком, має право на «розумний посаг» від свого чоловіка. Одружена рабиня зобов'язана зберігати вірність своєму чоловікові, але якщо вона здійснить перелюб, то, володіючи статусом рабині, понесе половину покарання, призначеного вільній одруженій жінці. Нарешті, Коран захищає життя раба за законом відплати (кисас), а за формулою «вільний за вільного, раб за раба», яка показує, що принцип нерівності в кримінальних справах зберігається.

## Положення раба
За ісламським законодавством, усі мусульмани спочатку вільні (аль-асль хува аль-хуррия). Неможливо навернути мусульманина в рабство в мусульманських володіннях, у тому числі і за борги. За ханафітського праву немовля невідомого походження (знайда) знайдений у місцевості, населеній мусульманами, вважається мусульманином і вільним. При цьому, прийняття ісламу не робить раба автоматично вільним.
Господар не мав права катувати раба непосильною роботою, розпоряджатися його життям, і повинен був добре його годувати. Покарання за погане утримання раба не передбачалося. Вільний, вбив чужого раба платить господареві виру і не карається позбавленням життя (кияс).
Раб, який перебуває у повній і безумовній власності не має права на власність і свободу пересування. Він не відповідає за свої борги. Правоздатність раба (або рабині), отримала дозвіл господаря вести торгівлю або займатися ремеслом (ма'зун), обмежується межами, дозволеними, господарем. Спадкоємцем майна нажитого таким рабом був господар. У релігійному, щодо раб-мусульманин зізнавався рівними вільному мусульманину і перевершував немусульманина (зимми). Раб мусульманин звільнявся від сплати закята і обов'язки присутності на п'ятничній молитві. Раб міг бути імамом в молитві за відсутності вільних мусульман, здатних керувати нею. Раб не міг займати релігійну посаду, що вимагає незалежність (суддя, мухтасиб, імам мечеті і т. д.).

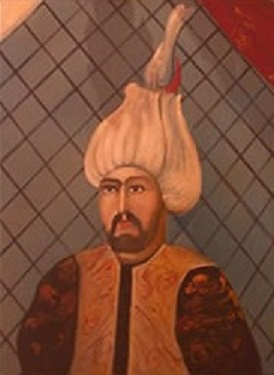
Соколлу Мехмед-паша (розум. 1579).

## Звільнення раба
Добровільне звільнення раба (та так) в ісламі вважається богоугодною справою. Нагорода за таке діяння прирівнюється до годівлі сироти або бідняка під час голоду.
Звільнення раба може бути своєрідною формою штрафу, що накладається на господаря за ненавмисне вбивство мусульманина або за порушення ним присяги. Звільнення повинно бути фіксованим письмовим свідченням. З життя пророка Мухаммеда відомо, що у нього було в загальній складності до двох десятків відомих по імені рабів, звільнених ним у різний час; дві його дружини були рабинями. Серед перших мусульман було чимало рабів (наприклад, Сумайя, Зейд, Білял та ін).

Одаліска.

## Співжиття з рабинею
Права власності на рабиню реалізовувалися також співжиттям з нею. У тому випадку, якщо рабиня (умм валад) народить від господаря дитину, вона набуває деякі переваги. Якщо у господаря не було вільної дружини, він міг одружитися з рабинею, яка набувала половинні права у порівнянні з вільною. Діти умм валад були вільними. Багато аббасидських халіфів були дітьми рабинь.

## Сучасне становище
Рабство зберігалося в ісламському світі до середини XX століття. В Алжирі скасовано в 1848 році, в Середній Азії — після приєднання до Росії, в Ірані, Іраку і Афганістані — у 1923-1929 роках, у Саудівській Аравії — в 70-х роках XX століття. У Мавританії рабство скасовувалося в 1905, 1981 і в серпні 2007 року. В даний час рабство допускається в таких ісламських країнах, як Чад, Нігер, Малі і Судан.